# La Grange (Carolina do Norte)
La Grange (também escrito como LaGrange ou Lagrange) é uma cidade  localizada no estado norte-americano de Carolina do Norte, no Condado de Lenoir.

## Demografia
Segundo o censo norte-americano de 2000, a sua população era de 2844 habitantes.
Em 2006, foi estimada uma população de 2789, um decréscimo de 55 (-1.9%).

## Geografia
De acordo com o United States Census Bureau tem uma área de 5,9 km², dos quais 5,9 km² cobertos por terra e 0,0 km² cobertos por água. La Grange localiza-se a aproximadamente 30 m acima do nível do mar.

## Localidades na vizinhança
O diagrama seguinte representa as localidades num raio de 20 km ao redor de La Grange.